# EnAmorArte
EnAmorArte é uma telenovela argentina produzida e exibida pela Telefe entre 12 de março de 2001 e 3 de setembro de 2001.

## Elenco
- Emanuel Ortega - Santiago Miguens
- Celeste Cid - Celeste Serrano/ Celeste Miguens
- Mario Pasik - Arturo Miguens
- China Zorrilla - Mercedes Dugan
- Carla Peterson - Lucía Prieto
- María Fernanda Callejón - Marcia Leroux
- Silvia Baylé - Nelly
- Hector Anglada - Rubén Farias
- Mariano Torre - Iván Juárez Sanchez
- Lucas Crespi - Ariel
- Gonzalo Heredia - Maxi
- Nicolás Mateo - Teo
- Julieta Cardinali - Alma Vigiano
- Gimena Riestra - Nina
- Tomas Faiella - Tomy Prieto
- Nicolás Mateo - Teo
- Leonora Balcarce - Ana
- Martín Pavlovsky - Osky
- Trinidad Alcorta - Consuelo Amenabar
- Luis Margani - Francisco "Pancho" Serrano
- Esmeralda Mitre - Esmeralda Schultz
- Matías Fiszon - Rolo
- Agustina Lecouna - Gigi
- Mariana Richaudeau - Pato
- Sergio Surraco - Federico